# Крістіан Терліцці
Крістіан Терліцці (італ. Christian Terlizzi, нар. 22 листопада 1979, Рим) — італійський футболіст, що грав на позиції захисника, зокрема за «Палермо» та «Катанію», а також національну збірну Італії.

## Клубна кар'єра
Народився 22 листопада 1979 року в місті Рим. Вихованець юнацьких команд «Ланувіо Камполеоне» та «Альбалонга».
У дорослому футболі дебютував 1996 року виступами за «Лодіджані» з третього італійського дивізіону. У подальшому грав за низку команд з нижчих італійських ліг доки 2003 року не був запрошений до друголігового «Палермо». У першому ж сезоні у новій команді допоміг їй здобути підвизення в класі до Серії A, де провів наступні два сезони.
Сезон 206/07 провів у вищоліговій «Сампдорії», у складі якої з'являвся на полі лише епізодично, після чого перейшов до «Катанії». У цій команді користувався більшою довірою тренерів і протягом чотирьох сезонів додав до свого активу 73 гри на рівні найвищого італійського дивізіону. 
Згодом без особливих успіхів встиг пограти за вищолігові «Пескару» та «Сієна», а також виступав за  «Варезе» і «Трапані» у Серії B.
Завершував ігрову кар'єру протягом 2017–2019 років на рівні четвертого ітадійського дивізіону.

## Виступи за збірну
2006 року провів свою єдину офіційну гру у складі національної збірної Італії.

## Кар'єра тренера
Розпочав тренерську кар'єру невдовзі по завершенні кар'єри гравця, 2020 року, отримавши місце тренера однієї з юнацьких команд у клубній структурі столичного «Лаціо».

## Статистика виступів

### Статистика клубних виступів
| Сезон                 | Команда               | Чемпіонат             | Чемпіонат | Чемпіонат | Національний кубок | Національний кубок | Національний кубок | Континентальні кубки | Континентальні кубки | Континентальні кубки | Інші змагання | Інші змагання | Інші змагання | Усього | Усього |
| Сезон                 | Команда               | Ліга                  | Ігор      | Голів     | Ліга               | Ігор               | Голів              | Ліга                 | Ігор                 | Голів                | Ліга          | Ігор          | Голів         | Ігор   | Голів  |
| --------------------- | --------------------- | --------------------- | --------- | --------- | ------------------ | ------------------ | ------------------ | -------------------- | -------------------- | -------------------- | ------------- | ------------- | ------------- | ------ | ------ |
| 1995–96               | «Лодіджані»           | C1                    | 0         | 0         | КІ-C               | 0                  | 0                  | -                    | -                    | -                    | -             | -             | -             | 0      | 0      |
| 1996–97               | «Лодіджані»           | C1                    | 1         | 0         | КІ-C               | 0                  | 0                  | -                    | -                    | -                    | -             | -             | -             | 1      | 0      |
| 1997–98               | «Лодіджані»           | C1                    | 2         | 0         | КІ-C               | 0                  | 0                  | -                    | -                    | -                    | -             | -             | -             | 2      | 0      |
| Усього за «Лодіджані» | Усього за «Лодіджані» | Усього за «Лодіджані» | 3         | 0         |                    | 0                  | 0                  |                      | -                    | -                    |               | -             | -             | 3      | 0      |
| 1998–99               | «Тіволі»              | CND                   | 24        | 4         | -                  | -                  | -                  | -                    | -                    | -                    | -             | -             | -             | 24     | 4      |
| 1999–00               | «Кастеллі Романі»     | CND                   | 18        | 3         | КІ-D               | 0                  | 0                  | -                    | -                    | -                    | -             | -             | -             | 18     | 3      |
| 2000-січ. 2001        | «Селарджус»           | D                     | 9         | 0         | КІ-D               | 0                  | 0                  | -                    | -                    | -                    | -             | -             | -             | 9      | 0      |
| січ.-черв. 2001       | «Термолі»             | D                     | 8         | 0         | КІ-D               | -                  | -                  | -                    | -                    | -                    | -             | -             | -             | 8      | 0      |
| 2001–02               | «Терамо»              | C2                    | 21        | 1         | КІ-C               | 0                  | 0                  | -                    | -                    | -                    | -             | -             | -             | 21     | 1      |
| 2002–03               | «Чезена»              | C1                    | 28+1      | 1         | КІ-C               | 0                  | 0                  | -                    | -                    | -                    | -             | -             | -             | 29     | 1      |
| 2003–04               | «Палермо»             | B                     | 12        | 0         | КІ                 | 3                  | 0                  | -                    | -                    | -                    | -             | -             | -             | 15     | 0      |
| 2004–05               | «Палермо»             | A                     | 15        | 1         | КІ                 | 4                  | 0                  | -                    | -                    | -                    | -             | -             | -             | 19     | 1      |
| 2005–06               | «Палермо»             | A                     | 21        | 5         | КІ                 | 4                  | 1                  | КУЄФА                | 8                    | 1                    | -             | -             | -             | 33     | 7      |
| Усього за «Палермо»   | Усього за «Палермо»   | Усього за «Палермо»   | 48        | 6         |                    | 11                 | 1                  |                      | 8                    | 1                    |               | -             | -             | 67     | 8      |
| 2006–07               | «Сампдорія»           | A                     | 4         | 0         | КІ                 | 2                  | 0                  | -                    | -                    | -                    | -             | -             | -             | 6      | 0      |
| 2007–08               | «Катанія»             | A                     | 25        | 1         | КІ                 | 2                  | 0                  | -                    | -                    | -                    | -             | -             | -             | 27     | 1      |
| 2008–09               | «Катанія»             | A                     | 19        | 0         | КІ                 | 1                  | 0                  | -                    | -                    | -                    | -             | -             | -             | 20     | 0      |
| 2009–10               | «Катанія»             | A                     | 17        | 0         | КІ                 | 2                  | 0                  | -                    | -                    | -                    | -             | -             | -             | 19     | 0      |
| 2010–11               | «Катанія»             | A                     | 12        | 2         | КІ                 | 2                  | 0                  | -                    | -                    | -                    | -             | -             | -             | 14     | 2      |
| Усього за «Катанію»   | Усього за «Катанію»   | Усього за «Катанію»   | 73        | 3         |                    | 7                  | 0                  |                      | -                    | -                    |               | -             | -             | 80     | 3      |
| 2011–12               | «Варезе»              | B                     | 30+3      | 4+2       | КІ                 | 1                  | 0                  | -                    | -                    | -                    | -             | -             | -             | 34     | 6      |
| 2012-січ. 2013        | «Пескара»             | A                     | 11        | 2         | КІ                 | 1                  | 0                  | -                    | -                    | -                    | -             | -             | -             | 12     | 2      |
| січ.-черв. 2013       | «Сієна»               | A                     | 9         | 0         | КІ                 | -                  | -                  | -                    | -                    | -                    | -             | -             | -             | 9      | 0      |
| 2013–14               | «Трапані»             | B                     | 31        | 1         | КІ                 | 1                  | 0                  | -                    | -                    | -                    | -             | -             | -             | 32     | 1      |
| 2014–15               | «Трапані»             | B                     | 27        | 5         | КІ                 | 0                  | 0                  | -                    | -                    | -                    | -             | -             | -             | 27     | 5      |
| 2015–16               | «Трапані»             | B                     | 5         | 0         | КІ                 | 0                  | 0                  | -                    | -                    | -                    | -             | -             | -             | 5      | 0      |
| 2016–17               | «Трапані»             | B                     | 0         | 0         | КІ                 | 0                  | 0                  | -                    | -                    | -                    | -             | -             | -             | 0      | 0      |
| Усього за «Трапані»   | Усього за «Трапані»   | Усього за «Трапані»   | 63        | 6         |                    | 1                  | 0                  |                      | -                    | -                    |               | -             | -             | 64     | 6      |
| 2017–18               | «Пачеко»              | D                     | 19        | 4         | КІ-D               | -                  | -                  | -                    | -                    | -                    | -             | -             | -             | 19     | 4      |
| Усього за кар'єру     | Усього за кар'єру     | Усього за кар'єру     | 366+4     | 34+2      |                    | 23                 | 1                  |                      | 8                    | 1                    |               | -             | -             | 401    | 38     |

### Статистика виступів за збірну
| Дата      | Місто   | Господарі | Результат | Гості    | Турнір           | Голи | Примітки |
| --------- | ------- | --------- | --------- | -------- | ---------------- | ---- | -------- |
| 16-8-2006 | Ліворно | Італія    | 0 – 2     | Хорватія | товариський матч | -    | 36'      |
| Усього    |         | Матчів    | 1         |          | Голів            | 0    |          |